# Национална селска партия
Националната селска партия (на румънски: Partidul Național Țărănesc) е центристка земеделска политическа партия в Румъния, съществувала през 1926 – 1947 година.
Образувана е на 10 октомври 1926 година със сливането на трансилванската Румънска национална партия и Селската партия във Влашко и Молдова, превръщайки се в основна опозиция на Националната либерална партия. Водена от Юлиу Маниу, партията заема водеща позиция в управлението през 1928 – 1933 година. Подкрепя преврата от август 1944, но скоро се превръща в една от основните сили, противопоставящи се на формиращия се комунистически режим и е забранена през 1947 година. След падането на комунистическия режим е възстановена като Християндемократическа национална селска партия, която играе важна роля в политическия живот през 90-те години на XX век.

## История
Предшественици на румънския аграризъм са кръгът около излизалото в края на XIX и първите години на XX век списание „Съмънъторул“ и движението на попоранизма. Съмънътористите, водени от историка Николае Йорга, идеализират традиционното селско общество, в чието органично развитие виждат алтернатива на внасяната отвън модернизация. Попоранизмът е румънски вариант на народничеството, развит от Константин Стере в началото на XX век, който се отдалечава от социалистическите тенденции на руските народници, доближавайки се до типичния аграризъм.
След неуспешни опити за създаване на селска организация през 90-те години на XIX век, в края на 1918 година Константин Стере и други активисти, като Йон Михалаке, Николае Лупу и Виргил Маджару, основават Селската (църънистка) партия. През 1921 година към нея се присъединява и основаната през 1919 година крайнолява Бесарабска селска партия. Селската партия заема радикални аграристки позиции и се самоопределя като класова партия на селячеството.
През 1926 година Селската партия се обединява с Румънската национална партия, водена от Юлиу Маниу и Александру Вайда-Воевод, в Национална селска партия. Румънската национална партия е националистическа организация, създадена в края на XIX век в Трансилвания, по това време част от Австро-Унгария, за защита на интересите на румънското население там.
След обединението на двете партии църънистите смекчават радикалните си аграристки възгледи, заемайки все по-прагматични позиции. През 1928 година Националната селска партия печели мащабна изборна победа и Юлиу Маниу оглавява правителството. Тя обаче се отказва от ранните си идеи за мащабна поземлена реформа, а стопанските трудности на Голямата депресия силно подкопават популярността ѝ. През 1930 година правителството на Маниу е отстранено след конфликт с крал Карол II.
През следващите години Националната селска партия губи позиции и страда от вътрешни разногласия. През 1932 – 1933 година Александру Вайда-Воевод оглавява правителството, но след това напуска партията, основавайки крайнодесния Румънски фронт. Маниу е принуден да търси сътрудничество с другите големи партии за организирането на избори през 1937 година, но малко след това кралят установява диктатура, елиминирайки демократичните партии.